# Plunkett (Adelsgeschlecht)
Die Familie Plunkett (auch Plunket) ist eine weit verzweigte irische Adelsfamilie.

## Geschichte
Der Legende nach stammt die Familie von dänischen Wikingern ab, geht aber wahrscheinlich auf einen anglo-normannischen Adligen zurück, der Ende des 12. Jahrhunderts im Zuge der anglonormannischen Eroberungen in Ostirland zu Landbesitz kam. Im 14. Jahrhundert gehörten die Plunketts zu den bedeutenden Adelsfamilien von The Pale und besaßen Ländereien in den Counties Dublin, Meath und Louth. Vermutlich siedelten sie zunächst in der Nähe von Dublin, wo Walter Plunkett vor seinem Tod um 1270 ein Anwesen bewohnte. Auf dessen Sohn, John Plunkett († nach 1322), of Beaulieu (Bewley) im County Louth, gehen vermutlich alle bedeutenden Linien der Familie zurück. Dessen Ur-ur-ur-urenkel, Christopher Plunkett, dessen Familienzweig in Killeen im County Meath residierte, wurde um 1426 als Baron Killeen zum Peer erhoben, um 1439 auch dessen gleichnamiger Onkel zum Baron Dunsany. Die Plunketts waren Verfechter des Katholizismus in Irland. Oliver Plunkett († 1681), Erzbischof von Armagh und Primas von Irland, wurde 1975 heiliggesprochen.

## Titel
Mitglieder der Familie Plunkett führten bzw. führen unter anderem folgende Adelstitel:
- Earl of Fingall (1628)
- Baron Killeen (um 1426)
- Baron Dunsany (um 1439)
- Baron Louth (1541)
- Baron Plunket (1827)
- Baron Fingall (1831)
- Baron Rathmore (1895)